# Tan Mo Heng
Tan (Bing) Mo Heng (ur. 28 lutego 1913, zm. ?) – indonezyjski piłkarz, reprezentant kraju. Podczas kariery występował na pozycji bramkarza.

## Kariera klubowa
Podczas kariery piłkarskiej Tan Mo Heng występował w klubie HCTNH Malang.

## Kariera reprezentacyjna
Tan Mo Heng występował w reprezentacji Indii Holenderskich w latach trzydziestych. W 1938 roku uczestniczył w mistrzostwach świata. Na mundialu we Francji wystąpił w przegranym 0-6 spotkaniu I rundy z Węgrami.